# Mozambikaanse Burgeroorlog
De Mozambikaanse Burgeroorlog, in het Portugees ook wel de guerra de desestabilização de Moçambique of de guerra dos 16 anos genoemd, was een burgeroorlog in Mozambique in Afrika van 1976 tot 1992.

## Begin burgeroorlog
De Mozambikaanse Burgeroorlog begon in 1976 toen het RENAMO door het Rhodesische leger werd opgericht als een schijn-terroristische beweging. Uit Mozambique gerekruteerde zwarte soldaten, gevluchte Portugezen en voormalige PIDE-agenten (Policia Internacional e de Defesa do Estado - de Portugese geheime politie) moesten aanslagen plegen, die de Rhodesische vrijheidsstrijders van het ZANU in diskrediet zouden brengen. Sinds de onafhankelijkheid van Mozambique in 1975 werden de Rhodesische vrijheidsstrijders namelijk in Mozambique opgeleid. Verder moest het in het onafhankelijke Mozambique regerende FRELIMO, dat de Rhodesische vrijheidsstrijders een uitvalsbasis bood en een actief boycotbeleid voerde, zo veel mogelijk schade worden toegebracht. Rhodesië was economisch namelijk erg afhankelijk van de Beira Corridor, die Rhodesië door middel van een spoorlijn, een weg en een pijplijn verbond met de havenstad Beira.

## Rol Zuid-Afrika
Toen Rhodesië in 1980 als Zimbabwe onafhankelijk werd, nam het apartheidsregime van Zuid-Afrika de steun aan het RENAMO over. De soldaten van het RENAMO werden beter getraind en kregen modernere wapens en betere communicatiemiddelen. Het FRELIMO was niet op deze plotselinge kracht verdacht en in 1981 infiltreerde het RENAMO negen van de tien provincies. Het RENAMO stond nu in dienst van de destabilisatiepolitiek van het apartheidsregime van Zuid-Afrika, dat het marxistisch-leninistisch regime van het FRELIMO in de hoofdstad Maputo zo veel mogelijk wilde ondermijnen. Het was de straf voor het verlenen van gastvrijheid aan het ANC en voor het actieve boycotbeleid van Mozambique, waardoor Zuid-Afrika de toegang tot de voor Transvaal zo belangrijke haven van Maputo werd ontzegd.
Niet alleen Zuid-Afrika steunde het RENAMO, ook oud-koloniale Portugezen elders in Afrika en in Brazilië en conservatieve kringen in de Verenigde Staten gaven het RENAMO politieke en financiële steun. In de volksmond werd het RENAMO Bandidos armados genoemd, of kortweg Bandidos. De bevolking sprak dikwijls van Matsanga, naar de in de strijd gestorven leider van het RENAMO, André Matsangaissa.
Het verarmde Mozambique kon zich noch een oorlog noch een boycot veroorloven. In 1983 was het land failliet, mede door de verwoestende uitwerking van de droogte van 1983. Op 16 maart 1984 sloot Mozambique een non-agressiepact met Zuid-Afrika, het zogenaamde Nkomati Akkoord. Mozambique stemde erin toe de ANC-top het land uit te wijzen. Mozambique hield woord, Zuid-Afrika niet. De RENAMO-aanvallen namen zelfs toe. In 1985 werden bij een aanval op een RENAMO-hoofdkwartier op de Gorongo-berg dagboeken gevonden, die wezen op aanhoudende Zuid-Afrikaanse steun. Hoge Zuid-Afrikaanse autoriteiten, zoals de opperbevelhebber van het Zuid-Afrikaanse leger en de staatssecretaris van Buitenlandse Zaken, hadden het kamp zelfs enkele weken voor het werd overvallen bezocht. De dagboeken toonden aan dat er een scheuring in de Zuid-Afrikaanse regeringstop moest bestaan over de steun aan het RENAMO. Maar er werden geen disciplinaire maatregelen genomen tegen de autoriteiten die het Nkomati Akkoord schonden. Sommigen kregen zelfs promotie.

## Rol RENAMO
In de Verenigde Staten verspeelde het RENAMO zijn sympathie na het verschijnen van het Gersony rapport, Summary of Mozambican Refugee Accounts of Principally Conflict-Related Experience in Mozambique, geschreven door Robert Gersony voor het Ministerie van Buitenlandse Zaken van de Verenigde Staten, dat in april 1988 werd voorgelegd. In het Gersony rapport kwamen uit geloofwaardige bronnen de wandaden van het RENAMO naar voren, waaronder moorden door middel van vuurpeloton- of nekschotexecuties, mes-, bijl- en bajonetmoorden, het levend verbranden van mensen, het doodslaan van mensen, dood door verstikking, uithongering en het willekeurig neerschieten van burgers tijdens aanvallen op dorpen. De Mozambikaanse burgers waren RENAMO's belangrijkste doelen tijdens de oorlog, hoewel zij ook overheidsinstallaties en de economische infrastructuur aanvielen. Verder stond het RENAMO bekend om zijn gebruik van kindsoldaten.

## Einde burgeroorlog
In 1990, met het einde van de Koude Oorlog en het afbrokkelen van de apartheid in Zuid-Afrika, droogde de steun voor het RENAMO in Zuid-Afrika en de Verenigde Staten op en er werden voor het eerst directe besprekingen tussen het FRELIMO en het RENAMO gehouden. In juli 1989 presenteerde het FRELIMO een ontwerp-grondwet, die de weg baande naar een meerpartijenstelsel. In 1990 werd de nieuwe grondwet goedgekeurd, waarmee een einde kwam aan de eenpartijstaat.
Op 4 oktober 1992 werd het Algemeen Vredesakkoord van Rome ondertekend, dat door bemiddeling van de Rooms-Katholieke orde Sant'Egidio en met steun van de Verenigde Naties tot stand kwam. Formeel werd het Algemeen Vredesakkoord van Rome van kracht op 15 oktober 1992, waarmee een einde kwam aan de Mozambikaanse Burgeroorlog.
Een VN-vredesmacht (ONUMOZ) van 7.500 man kwam in Mozambique aan en hield toezicht op een twee jaar durende overgang naar een democratie. Er kwamen ook 2.400 internationale waarnemers om de verkiezingen te controleren die op 27 en 28 oktober 1994 werden gehouden. De laatste contingenten van ONUMOZ vertrokken begin 1995.
In de Mozambikaanse Burgeroorlog zijn 600.000 tot 700.000 doden gevallen. Verder heeft de burgeroorlog geleid tot 1,6 miljoen vluchtelingen.